# Адреноблокатор
Адреноблокаторы — химические вещества, блокирующие рецепторы к медиаторам адреналиновой группы (адреналин, норадреналин). Являются неоднородной группой реагентов, действующих на разные виды адренорецепторов. По типам адренорецепторов различают: α- и β- адреноблокаторы, среди которых выделяют типы 1 и 2. Вкратце блокирующее действие можно охарактеризовать следующим образом:
- α1-адреноблокаторы[англ.] — снижают давление за счёт уменьшения вазоспазма артериол.
- α2-адреноблокаторы[англ.] (также применяются в медицине) — повышают давление за счёт стимуляции адренорецепторов гипоталамо-гипофизарной системы
- β1-адреноблокаторы — снижают артериальное давление (преимущественно за счёт снижения сердечного выброса), замедляют ритм сердечных сокращений.
- β2-адреноблокаторы[нем.]

Соответственно, блокаторы, которые действуют только на один вид рецепторов, называют селективными.
Вещества, действующие противоположным образом, чем адреноблокаторы, называются адреномиметиками.